# Caryna Houmann
Daisy Tyra Ingeborg Catharina "Caryna" Houmann, född 18 juni 1932 i Malmö S:t Petri församling, död 16 januari 2009 i Paris, var en svensk skådespelare och konstnär.

## Biografi
Houmann var dotter till agronom Leif Houmann och hans hustru Astrid, född Kemner-Olsson. Under sin karriär var hon verksam vid bland annat Helsingborgs stadsteater, Riksteatern och Norrköping-Linköping stadsteater.
Hon gifte sig 1960 i Hannas kyrka med regissören Lars-Erik Liedholm, med vilken hon fick dottern Magdalena. Äktenskapet slutade i skilsmässa 1974.
Hon är begravd på Ardre kyrkogård.

## Teater

### Roller
| År   | Roll                   | Produktion | Regi                 | Teater                           |
| ---- | ---------------------- | --- | -------------------- | -------------------------------- |
| 1956 |                        | Nalle Puh och hans vänner A. A. Milne                                                                              | Bertil Norström      | Norrköping-Linköping stadsteater |
| 1956 | Martha                 | Älskling, jag ger mig! (Yes, my darling daughter!) Mark Reed                                                       | John Zacharias       | Norrköping-Linköping stadsteater |
| 1956 | En servitris           | Melodi på lergök Lars-Levi Læstadius                                                                               | John Zacharias       | Norrköping-Linköping stadsteater |
| 1956 |                        | Vita hästen (Im weißen Rößl) Hans Müller och Ralph Benatzky                                                        | John Zacharias       | Norrköping-Linköping stadsteater |
| 1957 | Roberta Van Rensselaer | Natten till den 17 januari (Night of January 16th) Ayn Rand                                                        | John Zacharias       | Norrköping-Linköping stadsteater |
| 1957 | Clara Eynsford-Hill    | Pygmalion George Bernard Shaw                                                                                      | John Zacharias       | Norrköping-Linköping stadsteater |
| 1957 |                        | Den kinesiska asken (Den kinesiske æske) Finn Methling                                                             | Lars-Erik Liedholm   | Norrköping-Linköping stadsteater |
| 1957 |                        | Turturduvans röst (The Voice of the Turtle) John van Druten                                                        | Ingrid Luterkort     | Norrköping-Linköping stadsteater |
| 1957 |                        | Lysistrate (Λυσιστράτη, Lysistrátē) Aristofanes                                                                    | Olof Thunberg        | Norrköping-Linköping stadsteater |
| 1958 | Mercedes               | Don Quijote – Riddaren av den sorgliga skepnaden (Don Quijote – Der Ritter von der traurigen Gestalt) Wulf Leisner | Lars-Erik Liedholm   | Norrköping-Linköping stadsteater |
| 1958 |                        | Gäst i gryningen (La Dama del Alba) Alejandro Casona                                                               | Gösta Folke          | Norrköping-Linköping stadsteater |
| 1958 | Saunders               | Fallna änglar (Fallen Angels) Noël Coward                                                                          | Ingrid Luterkort     | Norrköping-Linköping stadsteater |
| 1959 |                        | Vår tids hjälte Beppe Wolgers                                                                                      | Claes von Rettig     | Munkbroteatern                   |
| 1960 | Antigone               | Antigone Jean Anouilh                                                                                              | Lars-Erik Liedholm   | Munkbroteatern                   |
| 1960 | Judy Cherry            | Dagdrömmaren (Flowering Cherry) Robert Bolt                                                                        | Tom Dan-Bergman      | Folkparksturné/ Lilla Teatern    |
| 1961 | Billie Dawn            | Född i går (Born Yesterday) Garson Kanin                                                                           | Jerk Liljefors       | Riksteatern                      |
| 1961 | Isabel Haverstick      | Vilse i lustgården (Period of adjustment) Tennessee Williams                                                       | Mats Johansson       | Helsingborgs stadsteater         |
| 1961 | Anna                   | Biedermann och pyromanerna (Biedermann und die Brandstifter) Max Frisch                                            | Lars-Erik Liedholm   | Helsingborgs stadsteater         |
| 1961 | Dorli                  | Den heliga ilskan (Die große Wut des Philipp Hotz) Max Frisch                                                      | Lars-Erik Liedholm   | Helsingborgs stadsteater         |
| 1962 | Anne                   | Bättre sent än aldrig (It's Never Too Late) Felicity Douglas                                                       | Lars-Erik Liedholm   | Helsingborgs stadsteater         |
| 1962 | Agnès                  | Hustruskolan (L'école des femmes) Molière                                                                          | Mats Johansson       | Helsingborgs stadsteater         |
| 1962 | Tzeitel                | Tevye och hans döttrar (Tevye and his Daughters) Arnold Perl                                                       | Per Sjöstrand        | Helsingborgs stadsteater         |
| 1962 | Kathie Palmer          | Värmebölja (Hot Summer Night) Ted Willis                                                                           | Lars-Erik Liedholm   | Helsingborgs stadsteater         |
| 1962 | Kammarjungfrun         | Den vackra mjölnerskan (La molinera de Arcos) Alejandro Casona                                                     | Bo G. Forsberg       | Helsingborgs stadsteater         |
| 1963 | Agnès                  | Brand Henrik Ibsen                                                                                                 | Lars-Erik Liedholm   | Helsingborgs stadsteater         |
| 1963 | Elvira                 | Min fru går igen (Blithe Spirit) Noël Coward                                                                       | Lars-Erik Liedholm   | Helsingborgs stadsteater         |
| 1963 | Antigone               | Antigone Jean Anouilh                                                                                              | Lars-Erik Liedholm   | Helsingborgs stadsteater         |
| 1964 | Fröken Bürstner        | Processen (Der Prozess) Franz Kafka                                                                                | Lars-Erik Liedholm   | Helsingborgs stadsteater         |
| 1966 |                        | Ärkeänglar spelar inte falskt (Gli arcangeli non giocano a flipper) Dario Fo                                       | Lars Gerhard Norberg | Norrköping-Linköping stadsteater |

## Bilder

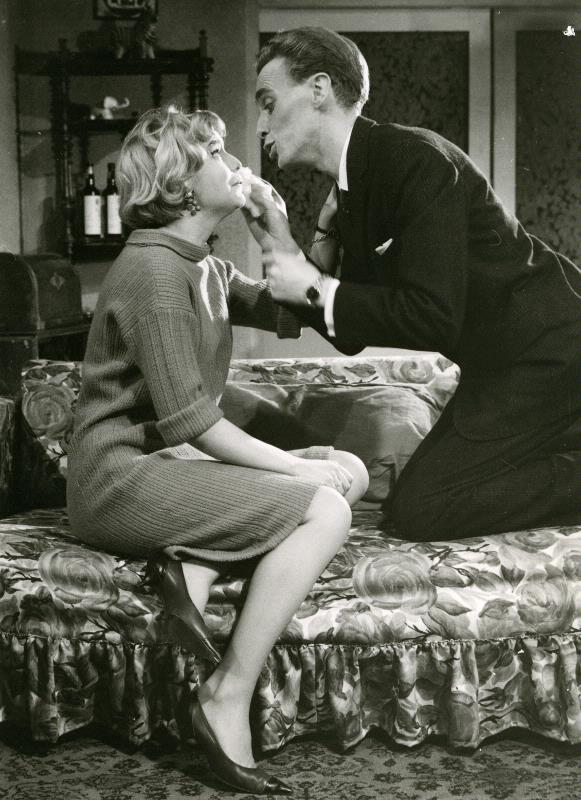
Caryna Houmann och Lennart Tollén i Bättre sent än aldrig på Helsingborgs stadsteater 1962.
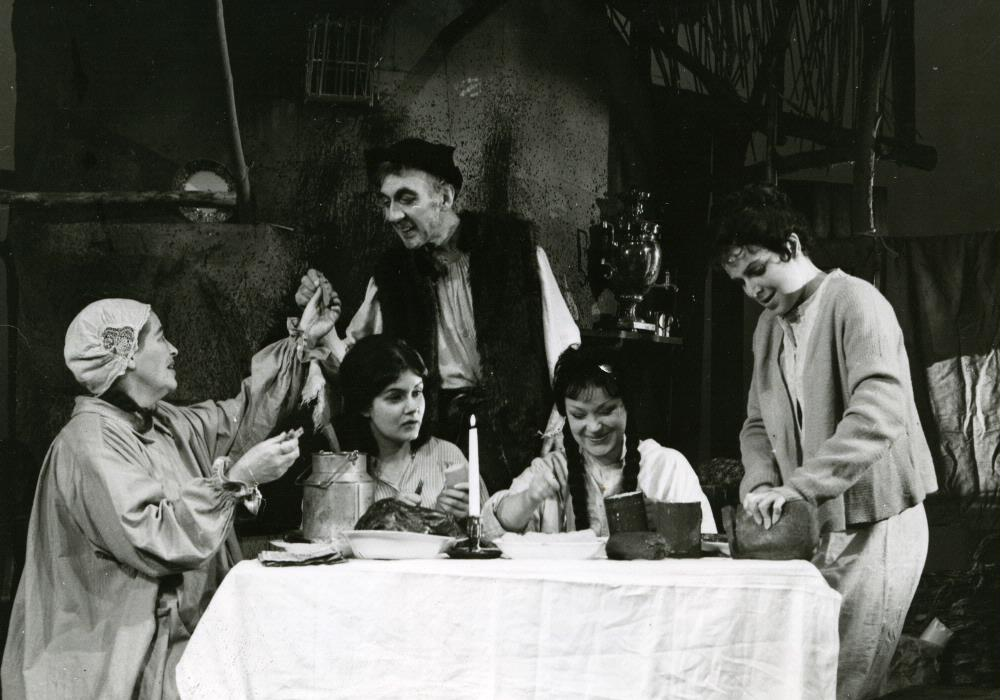
Stina Ståhle, Lena Ewert, Hilding Gavle, Gerd Hegnell och Caryna Houmann i Tevye och hans döttrar på Helsingborgs stadsteater  1962
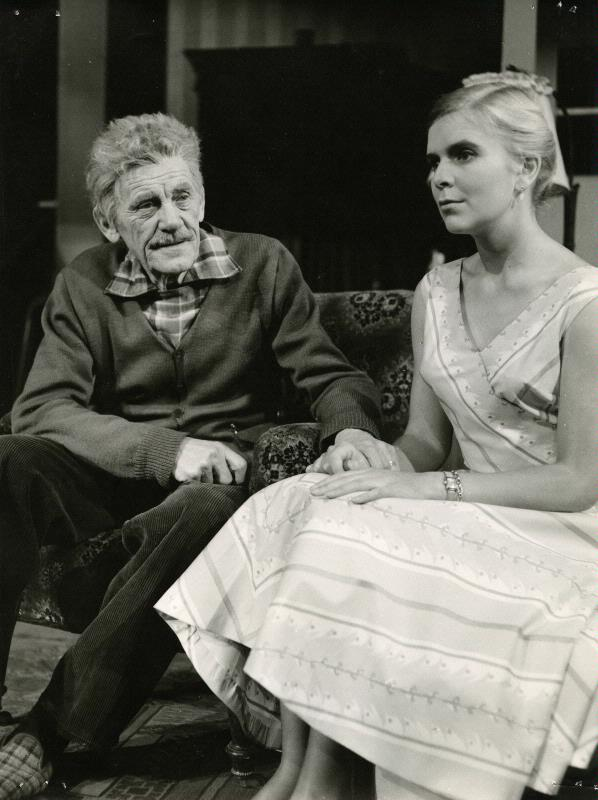
Thure Carlman och Caryna Houmann i Värmebölja på Helsingborgs stadsteater 1962.
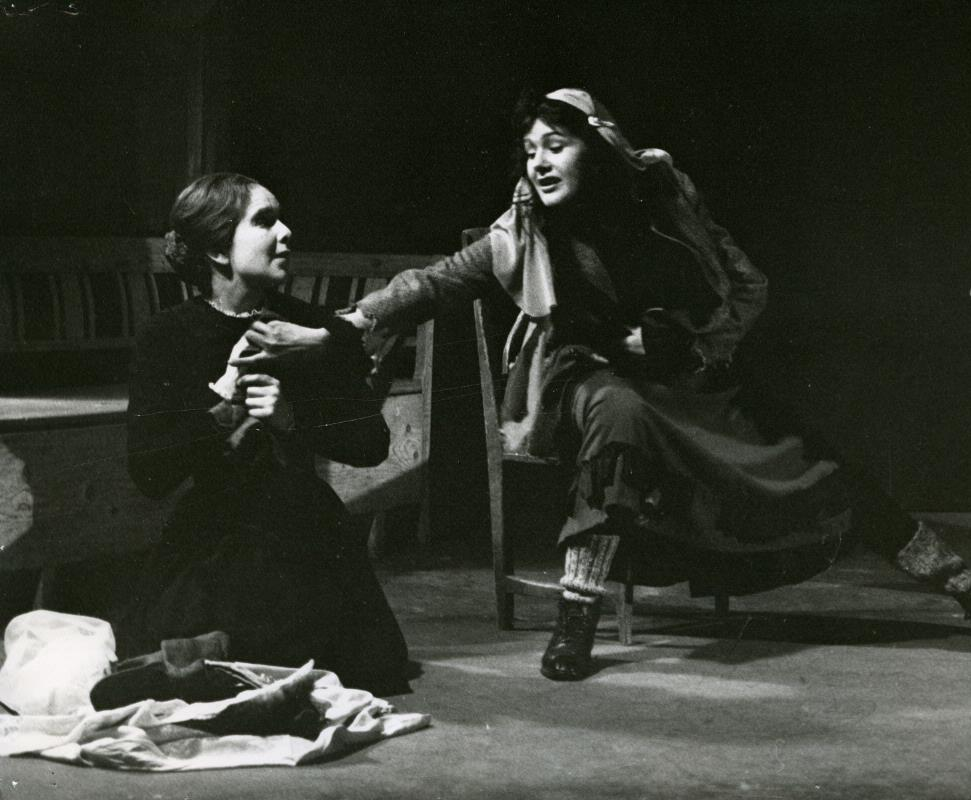
Caryna Houmann och Lena Ewert i Brand på Helsingborgs stadsteater 1963.